# Aloha (film, 1950)
Pour les articles homonymes, voir Aloha (homonymie).
Pour plus de détails, voir Fiche technique et Distribution.
Aloha est un film singapourien réalisé par B. S. Rajhans, sorti en 1950.

## Synopsis
Sur l'île d'Hawaï, une grande fête est célébrée avec des danses, chants et courses de bateaux. Parmi les visiteurs de l’île, un marchand, Magoya, et son assistant Moku. Ils rencontrent Makali et Mariyo. Makali a une très belle fille, Aloha. Bien qu'elle soit la petite amie de Mariyo, Magoya est attiré vers elle. 
Afin de forcer Aloha à l'épouser, Magoya fait chanter son père, Makali, qu'il reconnait comme étant un ancien pirate connu sous le nom de Sankali. Il le force à envoyer Mariyo sur une autre île, avec sa deuxième fille, Silpi, dans le but de lui faire oublier Aloha. Mais un jeune ami de Mariyo, un musicien nommé Banjo, connaît la vérité et se rend sur l'île pour l'avertir du plan machiavélique de Magoya.

## Fiche technique
- Réalisation : B. S. Rajhans
- Assistance à la réalisation : A. R. Tompel
- Scénario : A. R. Iyer
- Musique : Osman Ahmad
- Photo : Koh Jee Soon
- Son : Chong Chee Liat
Kamal Mustafa (assistant)
- Distribution : Shaw Brothers
- Langue : malais
- Format : Noir et blanc

## Distribution
- Mariam : Aloha
- Osman Gumanti : Mariyo
- P. Ramlee : Banjo
- Jaafar Wiryo : Magoya
- Roseminah : Silpi
- Siti Tanjung Perak
- Daeng Idris : Makali/Sankali
- Daeng Harris : Kanata
- AR Tompel : Moku
- S. Shamsuddin